# Ковтун, Илья Юрьевич
Илья Юрьевич Ковтун (укр. Ковтун Ілля Юрійович; род. 10 августа 2003, Черкассы) — украинский гимнаст, серебряный призёр летних олимпийских игр 2024 года, призёр чемпионатов мира, четырёхкратный чемпион Европы.

## Биография
Ковтун родился в Черкассах 10 августа 2003 года. В возрасте трех лет родители отдали его на занятия гимнастикой, которые он посещал вместе со своей старшей сестрой. Илья свободно говорит на украинском и русском языках, а его хобби — помогать другим людям, развлекаться и слушать музыку. Среди его кумиров в спортивной гимнастике — украинцы Олег Верняев и Игорь Радивилов, которые также участвовали в Олимпийских играх.

## Спортивная карьера
В 2021 году на чемпионате Европы завоевал первую медаль — бронзовую в личном многоборье. Летом этого же года отправился выступать на летних Олимпийских играх в Токио. В многоборье стал 11-м, а в командном турнире в составе Украины был седьмым.
В 2023 году на чемпионате Европы стал чемпионом в упражнениях на параллельных брусьях. На чемпионате мира в Антверпене завоевал серебро в личном многоборье.
На чемпионате Европы 2024 года в Римини Ковтун помог сборной Украины занять первое место в командном многоборье. На этом же турнире завоевал ещё две золотые медали — в упражнениях на перекладине и параллельных брусьях.
В 2024 году Илья Ковтун был выбран представлять Украину на летних Олимпийских играх 2024 года. Украинец завоевал серебряную олимпийскую медаль в параллельных брусьях на Играх в Париже.

## Награды
- Орден «За заслуги» III степени (23 августа 2024) — за достижение высоких спортивных результатов на ХХХІІІ летних Олимпийских играх в городе Париже (Французская Республика), проявленные самоотверженность и волю к победе, утверждение международного авторитета Украины[5].